# Costanti di Lamé
Nella meccanica del continuo, le costanti di Lamé sono una coppia di parametri dipendenti dal materiale, denotati rispettivamente con le lettere greche λ e μ, che compaiono nella relazione tra deformazione e tensione interna. Prendono il nome da Gabriel Lamé e in generale sono note come prima e seconda costante di Lamé, ma a seconda del contesto differenti nomi possono essere usati. Ad esempio, in meccanica dei fluidi μ è nota come viscosità dinamica, mentre nel contesto delle deformazioni elastiche è nota come modulo di taglio, che è a volte indicato con G (tipicamente la notazione con G è usata insieme al modulo di Young E, quella con μ insieme a λ).
Per i materiali isotropi e omogenei, le costanti di Lamé definiscono la legge di Hooke nel caso tridimensionale
{\displaystyle {\boldsymbol {\sigma }}=2\mu {\boldsymbol {\varepsilon }}+\lambda \;\mathrm {tr} ({\boldsymbol {\varepsilon }})I}
dove σ è la tensione interna, ε il tensore di deformazione, {\displaystyle \scriptstyle I} la matrice identità e {\displaystyle \scriptstyle \mathrm {tr} (\cdot )} la traccia.
Le due costanti formano una parametrizzazione del modulo elastico per materiali omogenei isotropi, usata in genere per esprimere altri moduli elastici, ad esempio il modulo di compressibilità può essere scritto come {\displaystyle K=\lambda +(2/3)\mu }.
Mentre la seconda costante è sempre positiva, la prima costante può assumere valori negativi, sebbene sia positiva per la maggior parte dei materiali.
Le costanti hanno la stessa dimensione di una tensione, e tipicamente hanno assegnata un'unità di pressione in analisi dimensionale.